# Élevage bovin en Colombie
L'élevage bovin en Colombie a débuté avec l'arrivée des Européens au XVIe siècle, l'espèce Bos taurus étant absente en Amérique auparavant. Les races anciennes d'origine hispanique ont longtemps assuré la production de viande, de lait et fourni force de travail et fumier, se forgeant une rusticité remarquable. Face à l'introduction de zébu et races européennes hautement sélectionnées, le gouvernement a mis en place, dès les années 1930, un programme de préservation. 

## Historique

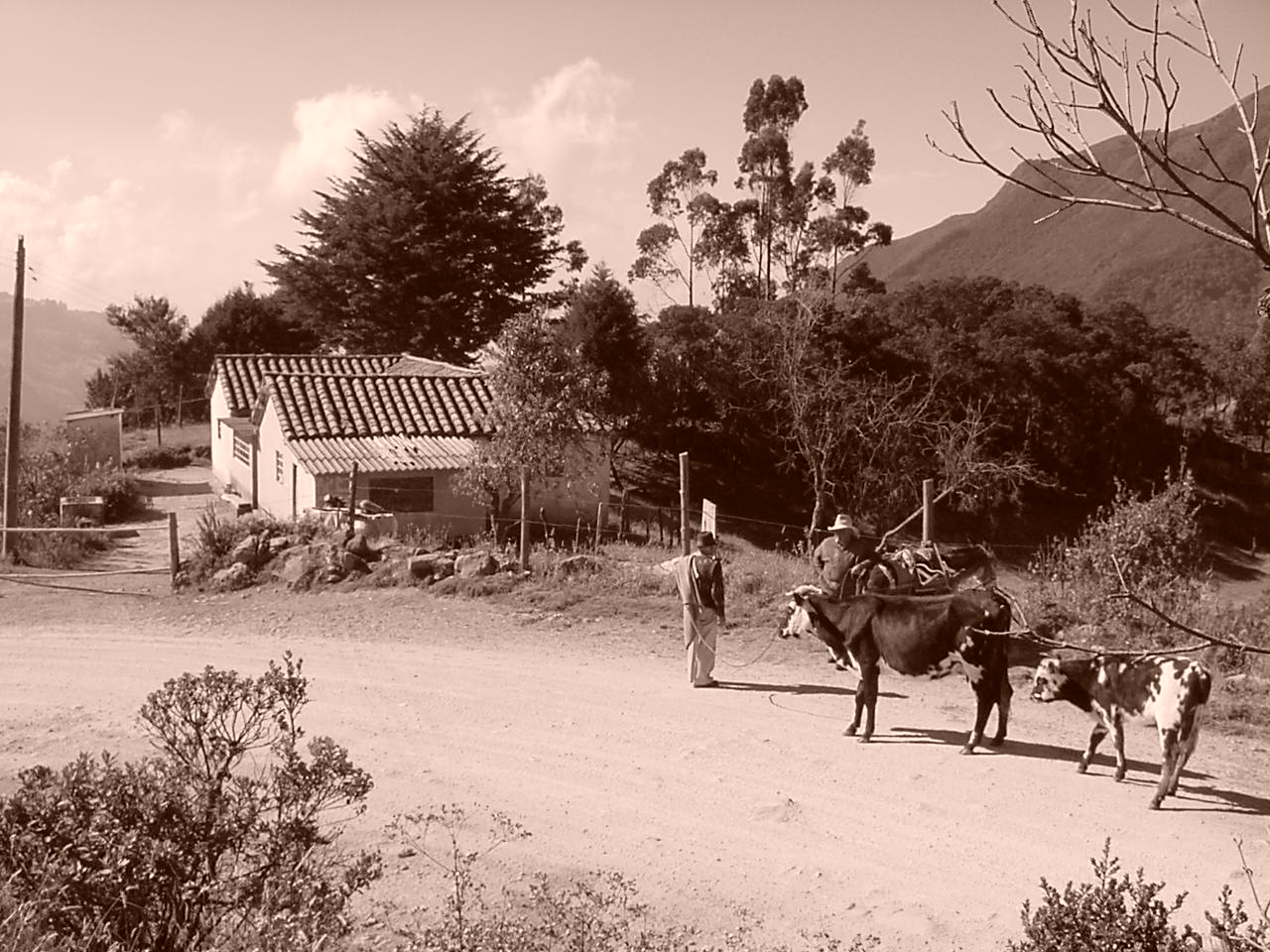
Photographie ancienne d'un élevage à Duitama, n.d.

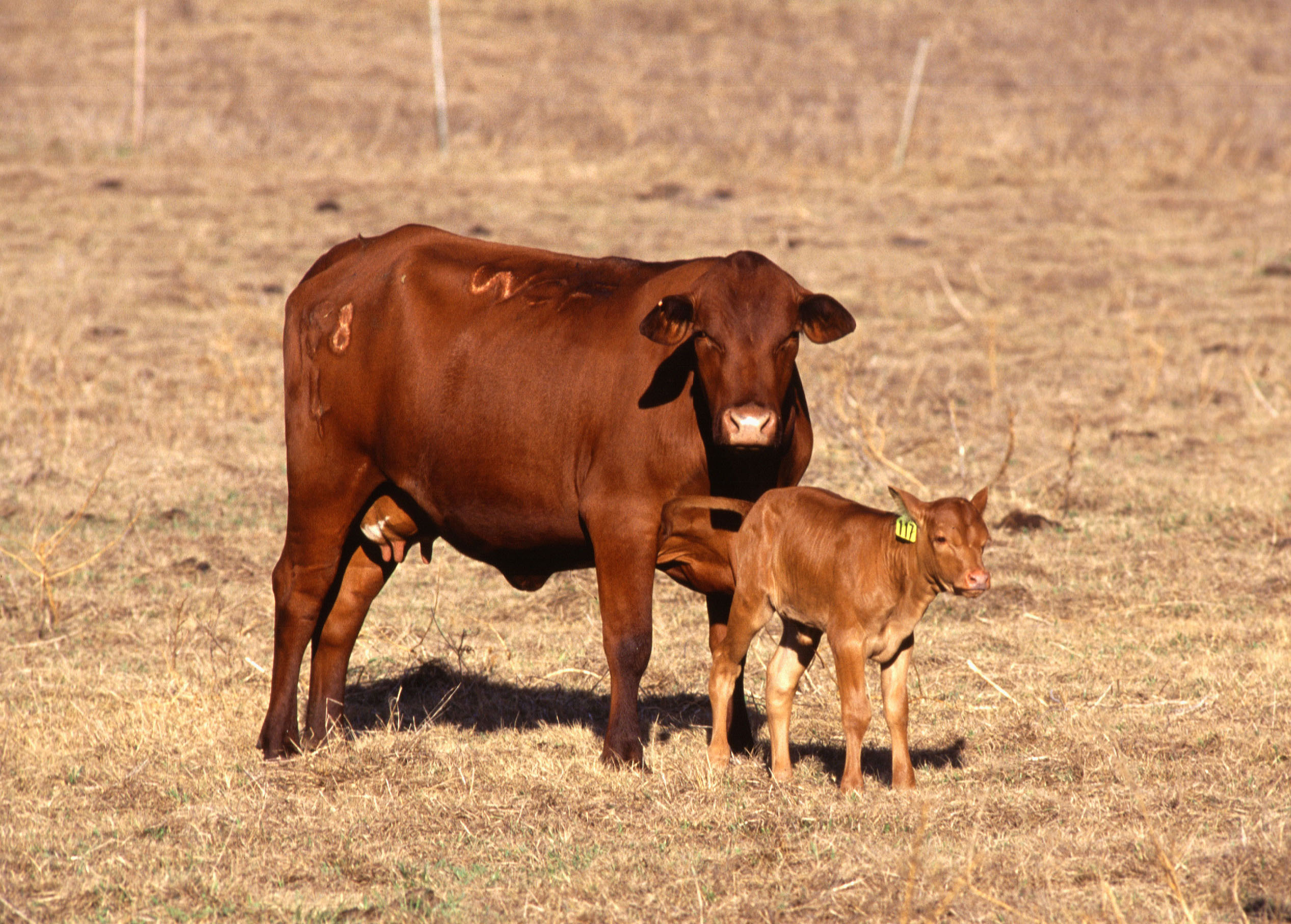
Vache brangus (croisement de zébu et de bovin européen) avec un veau romosinuano né par transfert d'embryon, 2012.

L'arrivée de bovins se fait peu après celle des Européens en Amérique, au XVIe siècle. L'origine raciale est espagnole (rameau en particulier) comme celle des colonisateurs. Les différents animaux importés sont métissés et donnent la population criollo, sélectionnée durant quatre siècles par les conditions climatiques. Elle ne bénéficie pas du statut de race, chaque région forgeant des différences liées aux climats américains. Ces populations ont été élevées dans la partie côtière su pays jusqu'au début du XXe siècle. À ce moment, l'introduction de races exogènes britanniques et zébuines modifie la génétique bovine par des croisements anarchiques, sans existence de registre généalogique. La criollo colombienne porte les noms de blanco Orejinegro, costeño con cuernos ou romosinuano, le nom étant donné en référence à un caractère morphologique particulier. 

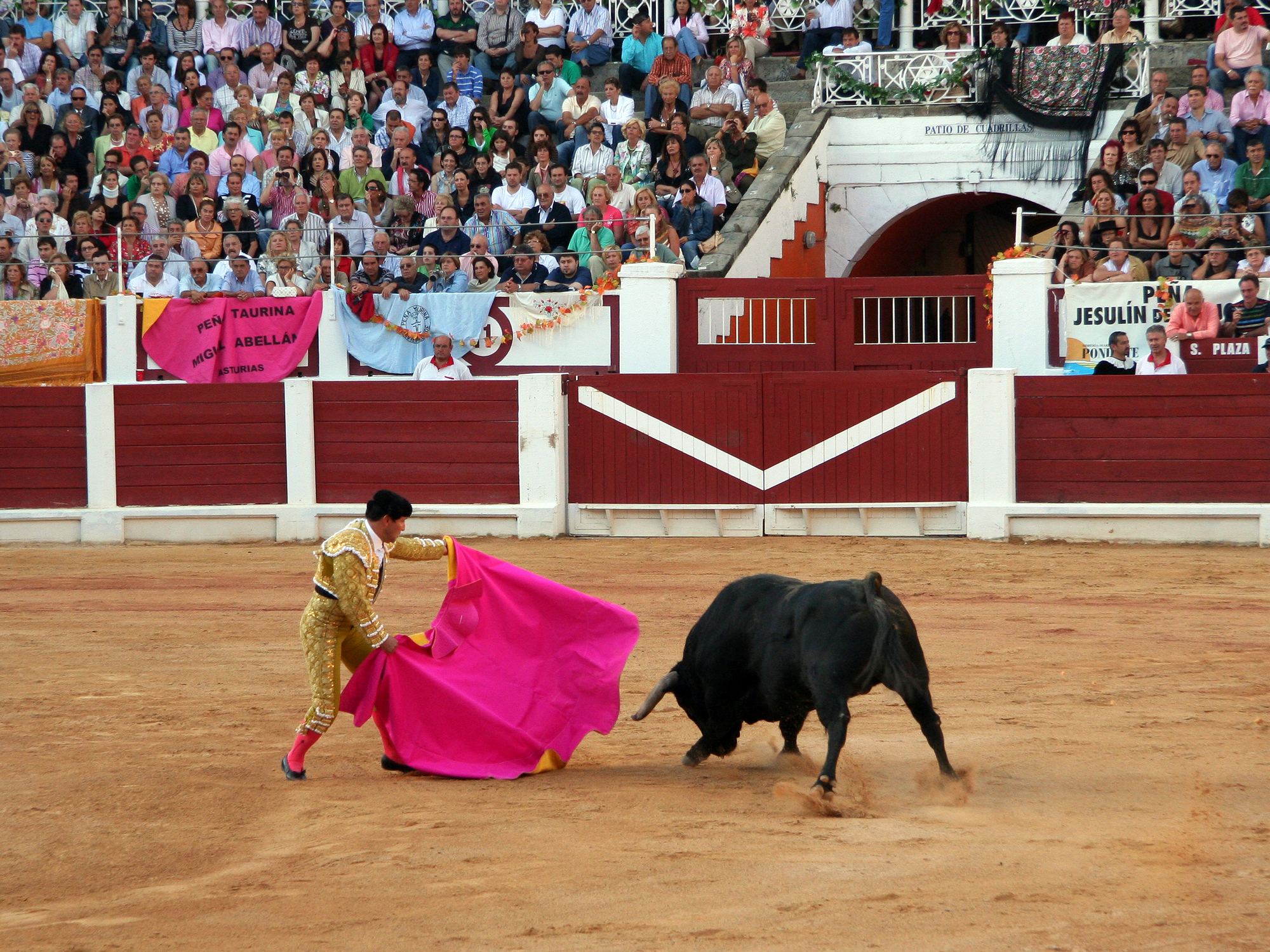
César Rincón, matador colombien.

La Colombie est un pays de tauromachie, comme d'autres nations d'Amérique Latine. Des corridas y sont organisées et des toreros colombiens ont acquis une notoriété internationale, comme César Rincón, Pepe Cáceres ou Luis Bolívar.

## Élevage

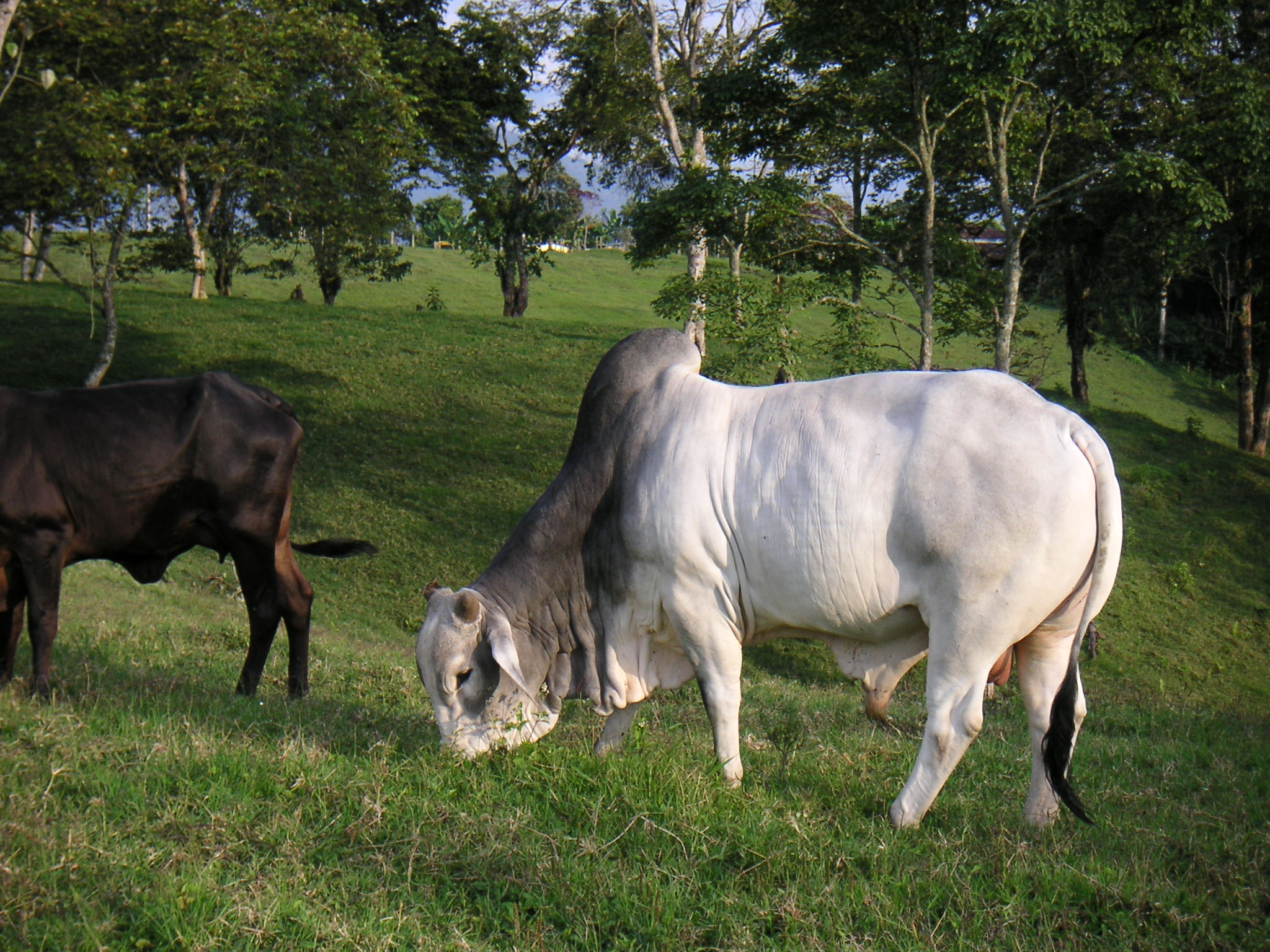
Zébu dans le département de Quindío.

Plusieurs modes d'élevage existent en parallèle. De grandes exploitations de type ranch ou hacienda, élèvent de manière extensive de grands troupeaux. Elles produisent des jeunes bovins qui peuvent être élevés à l'herbe ou engraissés avec une alimentation riche en feed lots. En parallèle, de petites exploitations individuelles utilisent quelques bovins pour leur force de travail, la fourniture de lait à la famille et aux proches, la vente d'un veau et le fumier destiné à la fertilisation des champs. 
La pratique de l'élevage en race pure, comme pratiqué en Europe et aux États-Unis est peu pratiquée, le métissage étant utilisé de manière non planifiée pour améliorer la production des animaux. La chute des effectifs des races criollo a incité le gouvernement colombien à créer des stations de recherche et de préservation des réserves génétiques. Certaines de ces races ont démontré l'intérêt de leur potentiel pour améliorer l'adaptabilité des races sélectionnées en métissage avec des races anciennes rustiques.

## Liste des races

### Races colombiennes
Cette liste de races de bovins et zébus correspond à celles répertoriées par l'Organisation des Nations unies pour l'alimentation et l'agriculture, la FAO.
| Race                | Photo | Production | Homonymes | Remarques                                  |
| ------------------- | ----- | ---------- | --------- | ------------------------------------------ |
| Blanco Orejinegro   |       | Bouchère   |           | Race Criollo                               |
| Casanareño          |       | Bouchère̩   |           | Race criollo métissée de zébu              |
| chino santandereano |       | Bouchère   |           | Race criollo                               |
| Costeño con cuernos |       | Bouchère   |           | Race criollo                               |
| Criollo caqueteño   |       | Bouchère   |           | Race criollo                               |
| Harton del valle    |       | Bouchère   |           | Race criollo                               |
| Lucerna             |       |            |           |                                            |
| Romosinuano         |       | Bouchère   |           | Issue du rameau ibérique                   |
| Sanmartinero        |       |            |           | Race criollo                               |
| Velasquez           |       |            |           | Métisse de red oll, romosinuano et brahman |

### Race d'origines européennes
Cette liste de races bovines correspond à celles répertoriées par l'Organisation des Nations unies pour l'alimentation et l'agriculture, la FAO
| Race         | Photo | Production | Homonymes      | Remarques                        |
| ------------ | ----- | ---------- | -------------- | -------------------------------- |
| Angus        |       | Bouchère   | Aberdeen angus | Race britannique                 |
| Ayrshire     |       | Laitière   |                | Race britannique                 |
| charolaise   |       | Bouchère̩   |                | Race française                   |
| Holstein     |       | Laitière   | Friesian       | Race néerlandaise internationale |
| Jersiaise    |       | Laitière   |                | Race britannique                 |
| Limousine    |       | Bouchère   |                | Race française                   |
| Montbéliarde |       | Mixte      |                | Race française                   |
| Normande     |       | Mixte      |                | Race française                   |
| brown swiss  |       | Mixte      | Pardo suiza    | Race américaine et canadienne    |
| Simmental    |       | Mixte      |                | Race suisse                      |

### Races zébuines
Cette liste de races de zébus correspond à celles répertoriées par l'Organisation des Nations unies pour l'alimentation et l'agriculture, la FAO
| Race       | Photo | Production | Homonymes         | Remarques                                                             |
| ---------- | ----- | ---------- | ----------------- | --------------------------------------------------------------------- |
| Brahmane   |       |            | Race de type zébu | Race américaine                                                       |
| Gir        |       | Laitière   | Gyr               | Race indienne                                                         |
| Gyrholando |       | Laitière   |                   | Race brésilienne issue du métissage de gyr et hollandaise. (holstein) |